# انزو زیدان
انزو الن زیدان فرناندز (فرانسوی: Enzo Alan Zidane Fernández‎؛ زادهٔ ۲۴ مارس ۱۹۹۵)، بازیکن فوتبال اهل فرانسه است.
وی فرزند زین الدین زیدان، بازیکن سابق فوتبال و سرمربی فرانسوی است. وی در روز ۲۴ سپتامبر ۲۰۲۴ در سن ۲۹ سالگی از فوتبال خداحافظی کرد.